# Paul Vahé
Paul Vahé, né le 29 mars 1907 à Douai (Nord), mort le 11 septembre 1983 à Saint-Rémy (Saône-et-Loire) est un homme politique français. Appartenant au mouvement poujadiste, il est député de Saône-et-Loire de 1956 à 1958.

## Biographie
Mécanicien spécialisé en moteurs de péniches à Chalon-sur-Saône, membre du Parti social français (PSF) avant la Seconde Guerre mondiale, puis du Rassemblement du peuple français (RPF) en 1947, il est, dans le département de Saône-et-Loire, un des fondateurs de l'organisation poujadiste, Union de défense des commerçants et artisans (UDCA) dont il devient le président départemental. Lors des élections législatives de 1956 élu député de Saône-et-Loire. Il siège au sein du groupe parlementaire Union et fraternité française. Il est battu aux élections législatives de 1958, puis candidat divers droite, il échoue aux élections de 1962, de 1968 et de 1973.